# Napeogenes sylphis
'Napeogenes sylphis é uma espécie de borboleta da família Nymphalidae. Pode ser encontrada na América do Sul.  As larvas da subespécie N. s. acreana foram vista alimentando-se de espécies de Lycianthes.

## Subespecies
- N. s. sylphis (Bolivia and Peru)
- N. s. acreana d'Almeida, 1958 (Brasil)
- N. s. caucayensis Fox & Real, 1971 (Colombia)
- N. s. corena (Hewitson, 1861) (Equador, Colombia, Brasil and Peru)
- N. s. ercilla (Hewitson, 1858) (Brasil)
- N. s. ehu Brevignon, 2007 (Guiana)
- N. s. ithra (Hewitson, 1855) (Brasil)
- N. s. potaronus Kaye, 1905 (Guiana)
- N. s. rindgei Fox & Real, 1971 (Peru)
- N. s. thira (Hewitson, 1874) (Bolivia and Peru)